# Chiesa dei Santi Pietro e Paolo (Siena)
La chiesa dei Santi Pietro e Paolo si trova a Siena, in via San Marco. È in uso alla Contrada della Chiocciola dal 1814, dopo la soppressione del monastero delle monache di San Paolo.

## Storia
Fu costruita a partire dal 1614 da Flaminio del Turco, su commissione del convento delle monache di San Paolo che prima di allora abitavano presso un più piccolo convento posto nelle vicinanze. Nel 1622 già vi si officiava, ma la chiesa fu completata solo nel 1645 con l'edificazione della cupola, impostata su un tamburo ottagonale. La facciata, edificata nel 1634, era allora più arretrata rispetto alla precedente in quanto non esisteva il portico attuale posto sopra il cavalcavia di via delle Sperandie e alla chiesa si accedeva dalla stessa via delle Sperandie. Solo nel 1711 si provvide a costruire il portico e l'attuale facciata in mattoni cui si accede da via San Marco. La lanterna fu ricostruita nel 1818 su progetto di Agostino Fantastici dopo che crollò a seguito del terremoto del 1798.
A partire dal 1814, in seguito alle soppressioni di molti ordini religiosi effettuata da Napoleone, la chiesa passò alla Contrada della Chiocciola, che fino ad allora aveva tenuto le sue adunanze e cerimonie religiose nel vicino oratorio della Madonna del Rosario, diventato però troppo angusto.

## Descrizione
L'interno, a pianta a croce greca e animato da colonne ioniche addossate alle pareti, presenta una rigogliosa decorazione plastica realizzata nella seconda metà del XVII secolo e nella prima metà del XVIII secolo, cui parteciparono diversi artisti.
Nel dovizioso corredo pittorico dell'edificio spicca la monumentale tavola dell'altare maggiore con l'Incoronazione della Madonna e santi, opera di Andrea e Raffaele Piccinelli, detti i "Brescianini", completata intorno al 1520. Sull'altare di sinistra è presente una tela con la Conversione di san Paolo di Astolfo Petrazzi del XVII secolo. Sull'altare di destra, detto del Rosario, è collocata invece la quattrocentesca tavola della Madonna col Bambino, detta appunto Madonna del Rosario, molto ridipinta in epoca successiva. Cospicuo è il gruppo di tele sei-settecentesche presenti in chiesa.
La chiesa ha ospitato a lungo la celebre Natività della Vergine di Domenico Beccafumi, dipinta proprio per questa chiesa e oggi conservata alla Pinacoteca Nazionale di Siena.